# Синдакале (Венеција)
Синдакале је насеље у Италији у округу Венеција, региону Венето.
Према процени из 2011. у насељу је живело 704 становника. Насеље се налази на надморској висини од -3 м.